# Laglorieuse
Laglorieuse is een gemeente in het Franse departement Landes (regio Nouvelle-Aquitaine) en telt 566 inwoners (1999). De plaats maakt deel uit van het arrondissement Mont-de-Marsan.

## Geografie
De oppervlakte van Laglorieuse bedraagt 11,7 km², de bevolkingsdichtheid is 48,4 inwoners per km².
De onderstaande kaart toont de ligging van Laglorieuse met de belangrijkste infrastructuur en aangrenzende gemeenten.

## Demografie
Onderstaande figuur toont het verloop van het inwonertal (bron: INSEE-tellingen).